# Barbe-Bleue (ballet)
Pour les articles homonymes, voir Barbe-Bleue (homonymie).

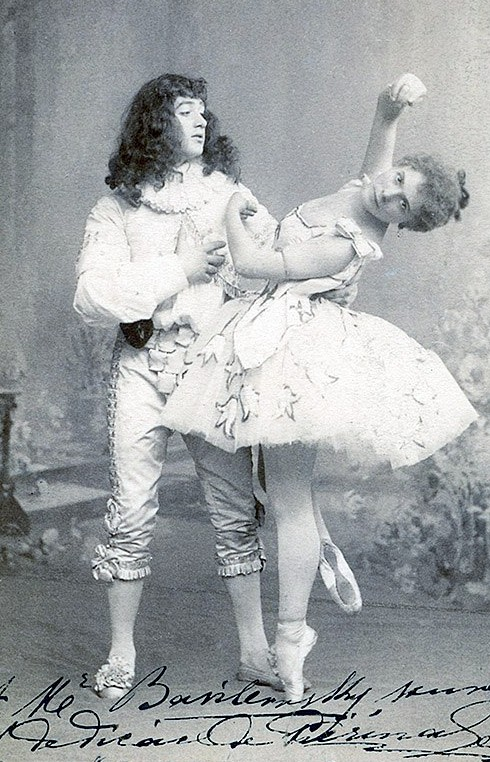
Sergueï Legat et Pierina Legnani dans Barbe-Bleue.

Barbe-Bleue («Синяя борода» en russe) est un ballet-féerie en 3 actes et 7 tableaux de Marius Petipa, sur une musique de Peter Schenck, d'après le conte de Charles Perrault La Barbe bleue. Il a été représenté pour la première fois à Saint-Pétersbourg le 8 décembre 1896, puis remonté par Nicolas Legat en 1910. La première était une représentation à bénéfice en l'honneur des cinquante années de service de Marius Petipa.

## Distribution originale
| Rôle                  | Danseur                 |
| --------------------- | ----------------------- |
| Barbe-Bleue           | Pavel Gerdt             |
| Ysaure de Renoualle   | Pierina Legnani         |
| Arthur                | Serge Legat             |
| Anne de Renoualle     | Olga Preobrajenska      |
| Ebremard de Renoualle | Josef Kschessinsky      |
| Raymond de Renoualle  | Alexandre Oblakov       |
| L'amie d'Ysaure       | Clavdia Koulitchevskaïa |
| Le chevalier          | Nikolaï Aïstov          |
| L'Esprit de curiosité | Olga Leonova            |
| Vénus                 | Mathilde Kschessinska   |

## Résumé
Acte I, Scène 1
- Introduction
- № 1 Scène d'Arthur et des pages
- № 2 L'aubade
- № 3 Scène d'amour (solo de violon pour Mons. Léopold Auer)
- № 4 Danse des pages
- № 5 Scène des frères d'Ysaure
- № 6 Marche et scène de la retenue de Barbe-Bleue
- № 7 Danse des enfants du village
- № 8 Pas d'action: Le concours des prix pour la danse

—a. Andante
—b. Variation (Vivace)
—c. Variation (Tempo di valse)
—d. Variation (Quasi orientale)
—e. Variation (Pizzicato)
—f. Coda
- № 9 Distribution des prix et Paysannerie normande
- № 10 Grand pas d'action

—a. Adage (solo de la violoncelle pour Mons. Nikolaï Galkine)
—b. Variation (Moderato)
—c. Variation (Tempo di mazurka)
—d. Variation (Tempo di valse)
—e. Variation (Vivace)
—f. Coda-valse
- № 11 Final

Acte II, Scène 1
- № 12 Introduction et scène de la toilette d'Ysaure de Renoualle
- № 13 "L'angélique": Canzonetta d'Arthur sur le luth (solo de la harpe pour Mons. Albert Zabel)
- № 14 Passepied
- № 15 Scène dansante: Le coquetterie devant le miroir
- № 16 Entrée de Barbe-bleue et scène d'amour
- № 17 Scène du chevalier
- № 18 Scène des clefs
- № 19 Départ de Barbe-bleue
- № 20 L'apparition et scène de l'Esprit de Curiosité
- № 21 Premier panorama

Acte II, Scène 2
- № 22 Le caveau de l'argenterie
- № 23 Bacchanale
- № 24 Deuxième panorama

Acte II, Scène 3
- № 25 Pas oriental :

—a. Adage japonais
—b. Danse hindoue
—c. Variation orientale
—d. Coda orientale
- № 26 Troisième panorama

Acte II, Scène 4
- № 27 Pas des pierres précieuses :

—a. Scène et valse
—b. Entrées des rubis, des émeraudes, des saphirs et des diamants
—c. Variation diamantée
—d. Valse des pierres précieuses
- № 28 Final

Acte III, Scène 1
- № 29 Scène dramatique: "Sœur Anne, ne vois-tu rien venir?"

Acte III, Scène 2
- № 30 Grand polonaise
- № 31 Divertissement astrologique—

—a. Entrée des astrologues
—b. Danse astronomiques
—c. Groupes et constellations
—d. Danse des étoiles
—e. Variation de Vénus
—f. Valse des étoiles
Le temps passé
- № 32 Évocation et la Gaillarde
- № 33 La Monaco

Le temps présent
- № 34 Évocation et polka fin de siècle

Le temps futur
- № 35 Évocation du futur
- № 36 Grand pas de deux électrique

—a. Adage
—b. Variation du Premier danseur: Mons. Serge Legat
—c. Variation de la Première danseuse: Mlle Pierina Legnani
—d. Coda
- № 37 Danse générale: Le cotillon
- № 38 Apothéose

## Autre version
En 1941, Michel Fokine crée à Mexico le ballet Bluebeard, d'après l'opéra-bouffe Barbe-Bleue de Jacques Offenbach. Le ballet est représenté le 27 octobre, puis à New York le 12 novembre.